# غرور إداري
الغرور الإداري هو الاعتقاد الخاطئ لدى مديري مؤسسات المناقصة بقدرتهم على إدارة أصول الشركة المستهدفة بكفاءة أعلى من الإدارة لحالية للشركة المستهدفة. والغرور الإداري هو أحد الأسباب وراء اتجاه المدير للاستثمار في اندماج لن يخرج منه بأية ربح.